# Сало, Виктор Викторович
Виктор Викторович Сало (при рождении Салонен; 21 февраля 1892, Турку — 22 апреля 1938) — финский кандидат философских наук, редактор и преподаватель. В 1924 году переехал в Советский Союз и работал в Карелии на преподавательской и издательской должностях. Сало был расстрелян во время сталинского террора.  

## Биография
Родителями Сало были кузнецы Франс Виктор Салонен и Вильгельмина Йозефина Салонен, которые жили в Халисе, Турку. По предложению своего учителя начальных классов он был принят в Классический лицей Турку и окончил его в 1913 году. Затем Сало изучал финский язык, финскую историю и экономику в Хельсинкском университете. Его учителем в университете был, в частности, доцент Эдвард Гюллинг. Сало получил степень бакалавра философии весной 1917 года.  
Присоединился к рабочему движению и служил в ополчении Турку во время всеобщей забастовки в ноябре 1917 года. Он был избран в городской производственный комитет Турку, а затем в начале гражданской войны в Финляндии секретарем городского экономического комитета. В конце войны, после битвы при Лахти, Сало попал в плен к белым и содержался в лагере для военнопленных. После освобождения в ноябре 1918 года он сначала работал в мастерской своего отца, а затем, с апреля 1919 года, редактором газеты «Кансан Лехти» в Тампере . Однако вскоре ему пришлось уйти из журнала «Социал-демократ» из-за его отношений с коммунистическим движением и его радикальных взглядов. Сало вступил в Финскую социалистическую рабочую партию в марте 1920 года и до 1923 года был главным редактором и главным редактором газеты Pohjan Kansa, издававшейся в Оулу. Сало был арестован в мае 1923 года по обвинению в принадлежности к запрещенной финской коммунистической партии. Он был заключен под стражу на 7 месяцев в уездной тюрьме Турку. После освобождения Сало бежал через Шведский залив в Швецию на рубеже 1923–1924 годов, когда ему угрожал новый арест. Сало, получивший статус политического беженца в Швеции, затем переехал с женой в Ленинград в Советском Союзе в 1924 году, где изучал русский язык и преподавал на финском факультете Университета западных меньшинств. 
В марте 1926 года Сало переезжает в Карельский крайком для научной и воспитательной работы в Петрозаводск. Первоначально он работал директором средней школы и учителем. Работал в издательстве с 1930 года и работал доцентом в Петрозаводском педагогическом университете, издав несколько учебников. Ему было предложено звание профессора, но он не успел его получить. 
Во время сталинского террора в конце 1930-х Сало обвиняли в «проведении буржуазно-националистической политики». Он был уволен в 1937 году, а также потерял членство в Коммунистической партии. Сало был арестован в феврале 1938 года. Был приговорен к смертной казни за шпионаж и расстрелян в апреле 1938 года в Сандармохе. Реабилитировна в 1956 году.  
Виктор Сало был женат на Элле Ала-ахо (1900–1987). У них было трое детей. 